# Љајковићи
Љајковићи је насељено мјесто у општини Зета у Црној Гори. Према попису из 2023. било је 537 становника.

## Демографија
У насељу Љајковићи живи 535 пунолетних становника, а просечна старост становништва износи 37,1 година (36,1 код мушкараца и 38,1 код жена). У насељу има 169 домаћинстава, а просечан број чланова по домаћинству је 4,06.
Ово насеље је углавном насељено Црногорцима (према попису из 2003. године).
|  |

| Демографија | Демографија | Демографија |
| Година      | Становника  | Становника  |
| ----------- | ----------- | ----------- |
|             |             |             |
|             |             |             |
|             |             |             |
|             |             |             |
| 1948.       | 521         |             |
| 1953.       | 601         |             |
| 1961.       | 586         |             |
| 1971.       | 775         |             |
| 1981.       | 675         |             |
| 1991.       | 611         | 595         |
| 2003.       | 696         | 686         |
|             |             |             |
|             |             |             |

| Етнички састав према попису из 2003.‍ | Етнички састав према попису из 2003.‍ | Етнички састав према попису из 2003.‍ | Етнички састав према попису из 2003.‍ | Етнички састав према попису из 2003.‍ |
| ------------------------------------ | ------------------------------------ | ------------------------------------ | ------------------------------------ | ------------------------------------ |
|                                      |                                      |                                      |                                      |                                      |
| Црногорци                            | Црногорци                            |                                      | 528                                  | 76,96%                               |
| Срби                                 | Срби                                 |                                      | 84                                   | 12,24%                               |
| Југословени                          | Југословени                          |                                      | 4                                    | 0,58%                                |
| Муслимани                            | Муслимани                            |                                      | 1                                    | 0,14%                                |
| непознато                            | непознато                            |                                      | 25                                   | 3,64%                                |

| \| \| м \| \| \| ж \| \| ? \| 3 \| \| \| 5 \| \| 80+ \| 4 \| \| \| 6 \| \| 75—79 \| 6 \| \| \| 13 \| \| 70—74 \| 10 \| \| \| 10 \| \| 65—69 \| 23 \| \| \| 21 \| \| 60—64 \| 15 \| \| \| 17 \| \| 55—59 \| 17 \| \| \| 17 \| \| 50—54 \| 26 \| \| \| 25 \| \| 45—49 \| 25 \| \| \| 23 \| \| 40—44 \| 23 \| \| \| 21 \| \| 35—39 \| 22 \| \| \| 18 \| \| 30—34 \| 19 \| \| \| 16 \| \| 25—29 \| 27 \| \| \| 26 \| \| 20—24 \| 33 \| \| \| 45 \| \| 15—19 \| 26 \| \| \| 19 \| \| 10—14 \| 27 \| \| \| 20 \| \| 5—9 \| 21 \| \| \| 20 \| \| 0—4 \| 21 \| \| \| 16 \| \| Просек : \| 16 \| \| \| 10 \| |    |  |  |    |
| |    |  |  |    |
| | м  |  |  | ж  |
| ? | 3  |  |  | 5  |
| 80+ | 4  |  |  | 6  |
| 75—79 | 6  |  |  | 13 |
| 70—74 | 10 |  |  | 10 |
| 65—69 | 23 |  |  | 21 |
| 60—64 | 15 |  |  | 17 |
| 55—59 | 17 |  |  | 17 |
| 50—54 | 26 |  |  | 25 |
| 45—49 | 25 |  |  | 23 |
| 40—44 | 23 |  |  | 21 |
| 35—39 | 22 |  |  | 18 |
| 30—34 | 19 |  |  | 16 |
| 25—29 | 27 |  |  | 26 |
| 20—24 | 33 |  |  | 45 |
| 15—19 | 26 |  |  | 19 |
| 10—14 | 27 |  |  | 20 |
| 5—9 | 21 |  |  | 20 |
| 0—4 | 21 |  |  | 16 |
| Просек : | 16 |  |  | 10 |

| Број домаћинстава према пописима из периода 1948—2003. | Број домаћинстава према пописима из периода 1948—2003. | Број домаћинстава према пописима из периода 1948—2003. | Број домаћинстава према пописима из периода 1948—2003. | Број домаћинстава према пописима из периода 1948—2003. | Број домаћинстава према пописима из периода 1948—2003. | Број домаћинстава према пописима из периода 1948—2003. | Број домаћинстава према пописима из периода 1948—2003. |
| Година пописа                                          | 1948.                                                  | 1953.                                                  | 1961.                                                  | 1971.                                                  | 1981.                                                  | 1991.                                                  | 2003.                                                  |
| ------------------------------------------------------ | ------------------------------------------------------ | ------------------------------------------------------ | ------------------------------------------------------ | ------------------------------------------------------ | ------------------------------------------------------ | ------------------------------------------------------ | ------------------------------------------------------ |
| Број домаћинстава                                      | 89                                                     | 102                                                    | 101                                                    | 174                                                    | 140                                                    | 139                                                    | 171                                                    |

| Број домаћинстава по броју чланова према попису из 2003. | Број домаћинстава по броју чланова према попису из 2003. | Број домаћинстава по броју чланова према попису из 2003. | Број домаћинстава по броју чланова према попису из 2003. | Број домаћинстава по броју чланова према попису из 2003. | Број домаћинстава по броју чланова према попису из 2003. | Број домаћинстава по броју чланова према попису из 2003. | Број домаћинстава по броју чланова према попису из 2003. | Број домаћинстава по броју чланова према попису из 2003. | Број домаћинстава по броју чланова према попису из 2003. | Број домаћинстава по броју чланова према попису из 2003. | Број домаћинстава по броју чланова према попису из 2003. |
| Број чланова                                             | 1                                                        | 2                                                        | 3                                                        | 4                                                        | 5                                                        | 6                                                        | 7                                                        | 8                                                        | 9                                                        | 10 и више                                                | Просек                                                   |
| -------------------------------------------------------- | -------------------------------------------------------- | -------------------------------------------------------- | -------------------------------------------------------- | -------------------------------------------------------- | -------------------------------------------------------- | -------------------------------------------------------- | -------------------------------------------------------- | -------------------------------------------------------- | -------------------------------------------------------- | -------------------------------------------------------- | -------------------------------------------------------- |
| Број домаћинстава                                        | 169                                                      | 18                                                       | 24                                                       | 22                                                       | 30                                                       | 42                                                       | 17                                                       | 10                                                       | 4                                                        | 1                                                        | 1                                                        |

| Пол    | Укупно | Неожењен/Неудата | Ожењен/Удата | Удовац/Удовица | Разведен/Разведена | Непознато |
| ------ | ------ | ---------------- | ------------ | -------------- | ------------------ | --------- |
| Мушки  | 279    | 101              | 170          | 4              | 2                  | 2         |
| Женски | 282    | 78               | 170          | 31             | 3                  | 0         |
| УКУПНО | 561    | 179              | 340          | 35             | 5                  | 2         |

| Пол    | Укупно                    | Пољопривреда, лов и шумарство | Рибарство                            | Вађење руде и камена | Прерађивачка индустрија       |
| ------ | ------------------------- | ----------------------------- | ------------------------------------ | -------------------- | ----------------------------- |
| Мушки  | 113                       | 8                             | 0                                    | 0                    | 36                            |
| Женски | 73                        | 3                             | 0                                    | 0                    | 9                             |
| Укупно | 186                       | 11                            | 0                                    | 0                    | 45                            |
|        |                           |                               |                                      |                      |                               |
| Пол    | Производња и снабдевање   | Грађевинарство                | Трговина                             | Хотели и ресторани   | Саобраћај, складиштење и везе |
| Мушки  | 1                         | 3                             | 19                                   | 2                    | 17                            |
| Женски | 2                         | 1                             | 18                                   | 5                    | 5                             |
| Укупно | 3                         | 4                             | 37                                   | 7                    | 22                            |
|        |                           |                               |                                      |                      |                               |
| Пол    | Финансијско посредовање   | Некретнине                    | Државна управа и одбрана             | Образовање           | Здравствени и социјални рад   |
| Мушки  | 0                         | 2                             | 14                                   | 1                    | 1                             |
| Женски | 0                         | 3                             | 8                                    | 1                    | 10                            |
| Укупно | 0                         | 5                             | 22                                   | 2                    | 11                            |
|        |                           |                               |                                      |                      |                               |
| Пол    | Остале услужне активности | Приватна домаћинства          | Екстериторијалне организације и тела | Непознато            | Непознато                     |
| Мушки  | 6                         | 0                             | 0                                    | 3                    | 3                             |
| Женски | 7                         | 0                             | 0                                    | 1                    | 1                             |
| Укупно | 13                        | 0                             | 0                                    | 4                    | 4                             |